# アンリ・デランドル
アンリ＝アレクサンドル・デランドル（Henri Alexandre Deslandres 、1853年7月24日 - 1948年1月15日）は、フランスの天文学者である。ムードンとパリ天文台の台長を務め、主に太陽の分光研究に貢献した。

## 生涯
デランドルはエコール・ポリテクニークを1874年に卒業したが、在学中は普仏戦争とパリ・コンミューンの混乱のさなかであった。卒業後陸軍に入り、技官として昇進するが、物理学への興味から1881年に退役し、母校のマリー・アルフレッド・コルニュの研究室にもどり分光学の研究を行った。ソルボンヌ大学でも分光パターンの研究を続け、1888年に学位を得た。スペクトルに関する研究分野でデランドル図（Deslandres diagram）に名前が残っている。この分野の研究としてバルマーの業績に並ぶものである。パリ天文台で働き、1898年から、ムードン観測所でピエール・ジャンサンのもとで、働いた。1907年に、ムードン観測所の所長となった。第1次大戦が始まるともう60歳になっていたが軍務に戻った。1926年にはパリ天文台を合併した。
デランドルは惑星の運動の研究を行い、ジョージ・ヘールとほぼ同時期にスペクトロヘリオメーターを発明し、太陽の活動に関する研究に貢献した。1896年皆既日食の観測隊を率いて北海道を訪れている。

## 賞歴
- イギリス王立天文学会ゴールドメダル（1913年）
- ヘンリー・ドレーパー・メダル（1913年）
- ジュール・ジャンサン賞（1920年）
- ブルース・メダル（1921年）

## エポニム
- デランドル - 月のクレーター
- フランス科学アカデミーのデサンドル賞（仏: Prix Deslandres）
- デランドル - 小惑星番号11763番 [1]。